# Liste de personnalités liées à Mayenne
Cet article liste des personnalités liées à Mayenne. Voir aussi les seigneurs de Mayenne.
- Manuela Montebrun, athlète ;
- Luc Baggio, athlète ;
- Jacques Barbeu-Dubourg, médecin et botaniste ;
- Victor Félix Boissel, industriel du textile et homme politique.
- Henri Bourde de La Rogerie, historien ;
- René-Robert Bourdet, curé de Bouère, député aux États généraux de 1789.
- Louis Pouyvet de La Blinière, magistrat et diplomate ;
- Joseph Brochard, résistant, horticulteur ;
- Jean-François Chabrun, écrivain ;
- Jean-René de Chappedelaine, militaire ;
- Jean Chaulin-Servinière, avocat et un homme politique membre du Parti Radical, puis des Radicaux indépendants.
- Cardinal de Cheverus, évêque ;
- Madeleine Clamorgan, éducatrice ;
- Louis Coignard, peintre ;
- Jean Davoust, religieux ;
- Paul Delaunay, médecin, botaniste et historien ;
- Alphonse Derenne, imprimeur ;
- Marie-Dominique Dessez, actrice ;
- Suzanne Duchâtel-Bidault, écrivain ;
- François Dutertre, général des armées de la République et de l'Empire.
- Leni Escudero, chanteur ;
- René Étiemble, écrivain et universitaire ;
- Jacques-François Bissy, avocat, homme politique ;
- Robert Girard, écrivain ;
- Edmond Goupy, médecin, membre du Conseil de la Commune de Paris
- Léon Goupy, journaliste ;
- François-René Gournay, homme politique;
- Gruau, dit de la Barre ;
- Jean-François Simon de Hercé, homme politique;
- Urbain-René de Hercé, ecclésiastique ;
- Marc Joulaud, homme politique, né à Mayenne ;
- Joseph-Julien de Lalande, homme politique;
- Joseph Jean François Lemaire, médecin ;
- Jacques La Bitte, jurisconsulte ;
- Édouard Lambert, juriste ;
- Edmond Leblanc, homme politique
- Ernest Le Chatelain, homme politique;
- René-François Lejeune, homme politique de la Révolution française;
- François-Jean Lepescheux, homme politique.
- René Liger, écrivain ;
- Paul Lintier, écrivain ;
- Jules Mazarin, homme politique ;
- Hortense Mancini ;
- Raphaël Moreau, écrivain ;
- Jacques Nouet, religieux et théologien ;
- Armand-Charles de La Porte de La Meilleraye, militaire ;
- René Rivière, avocat ;
- Marie-José Rioux, écrivain ;
- Charles-Marie de Sarcus, artiste et archéologue ;
- Marc Schlumberger, médecin et psychanalyste ;
- Michel Tronchay, écrivain.
- Victor Blanchet, Chef cuisinier